# Ист-Бронсон (Флорида)
Ист-Бронсон (англ. East Bronson) — статистически обособленная местность, расположенная в округе Ливи (штат Флорида, США) с населением в 1075 человек по статистическим данным переписи 2000 года.

## География
По данным Бюро переписи населения США, статистически обособленная местность Ист-Бронсон имеет общую площадь в 29,78 квадратных километров, водных ресурсов в черте населённого пункта не имеется.

## Демография
По данным переписи населения 2000 года, в Ист-Бронсон проживало 1075 человек, 293 семьи, насчитывалось 394 домашних хозяйств и 456 жилых домов. Средняя плотность населения составляла около 36,1 человек на один квадратный километр. Расовый состав населённого пункта распределился следующим образом: 86,23 % белых, 5,77 % — чёрных или афроамериканцев, 0,56 % — коренных американцев, 0,28 % — азиатов, 2,88 % — представителей смешанных рас, 4,28 % — других народностей. Испаноговорящие составили 11,16 % от всех жителей статистически обособленной местности.
Из 394 домашних хозяйств в 37,3 % воспитывали детей в возрасте до 18 лет, 54,8 % представляли собой совместно проживающие супружеские пары, в 13,7 % семей женщины проживали без мужей, 25,6 % не имели семей. 21,6 % от общего числа семей на момент переписи жили самостоятельно, при этом 10,2 % составили одинокие пожилые люди в возрасте 65 лет и старше. Средний размер домашнего хозяйства составил 2,73 человек, а средний размер семьи — 3,14 человек.
Население статистически обособленной местности по возрастному диапазону по данным переписи 2000 года распределилось следующим образом: 29,2 % — жители младше 18 лет, 6,2 % — между 18 и 24 годами, 29,9 % — от 25 до 44 лет, 21,3 % — от 45 до 64 лет и 13,4 % — в возрасте 65 лет и старше. Средний возраст жителей составил 35 лет. На каждые 100 женщин в Ист-Бронсон приходилось 93,0 мужчин, при этом на каждые сто женщин 18 лет и старше приходилось 92,7 мужчин также старше 18 лет.
Средний доход на одно домашнее хозяйство статистически обособленной местности составил 25 833 доллара США, а средний доход на одну семью — 26 853 доллара. При этом мужчины имели средний доход в 21 691 доллар США в год против 18 194 доллара среднегодового дохода у женщин. Доход на душу населения статистически обособленной местности составил 25 833 доллара в год. 8,6 % от всего числа семей в населённом пункте и 15,2 % от всей численности населения находилось на момент переписи населения за чертой бедности, при этом 21,5 % из них были моложе 18 лет и 11,7 % — в возрасте 65 лет и старше.